# アリアーノ・ネル・ポレージネ

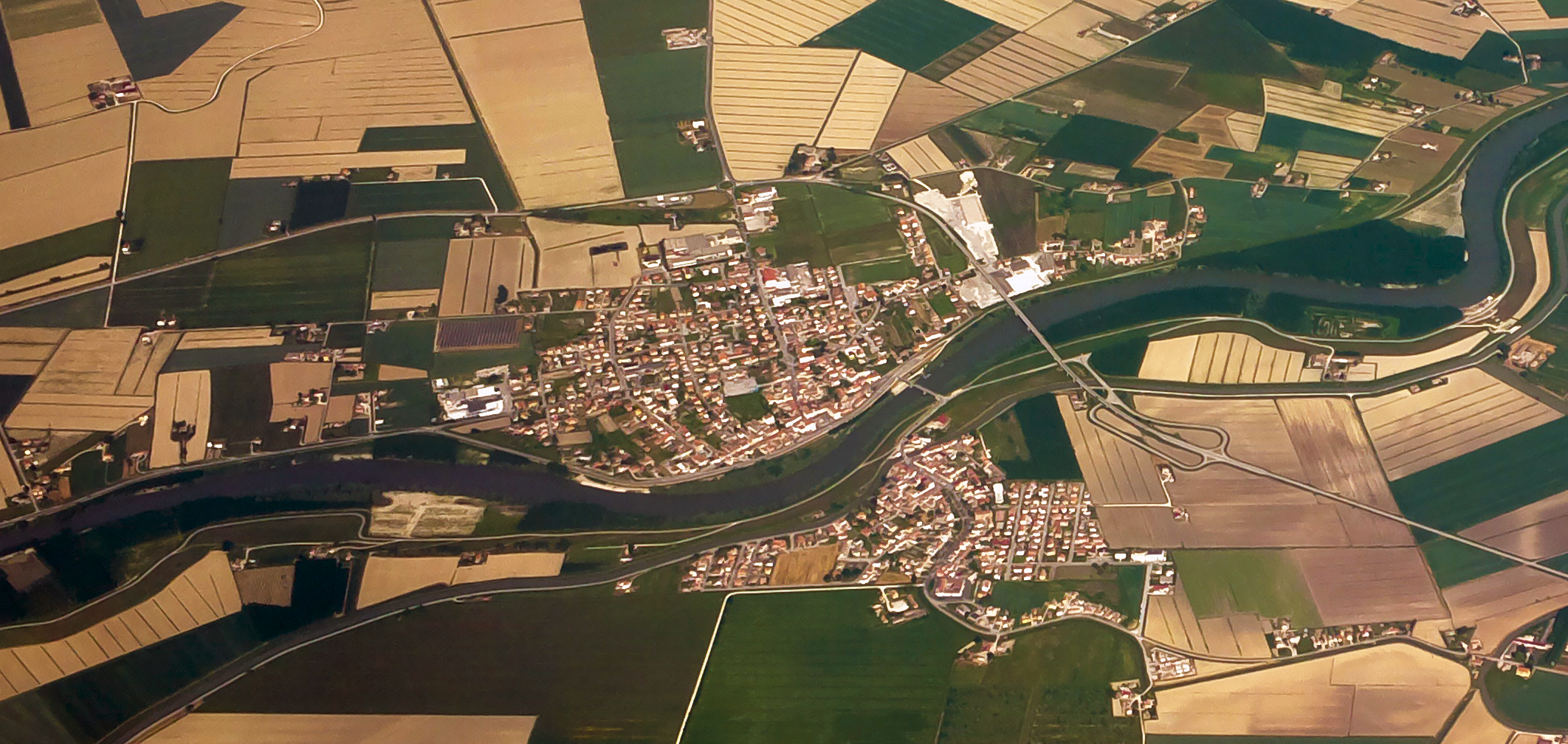
Ariano nel Polesine

アリアーノ・ネル・ポレージネ（伊: Ariano nel Polesine）は、イタリア共和国ヴェネト州ロヴィーゴ県にある、人口約3,900人の基礎自治体（コムーネ）。

## 地理

### 位置・広がり

#### 隣接コムーネ
隣接するコムーネは以下の通り。括弧内のFEはフェラーラ県所属を示す。
- リーヴァ・デル・ポー (FE)
- コルボラ
- ゴーロ (FE)
- メゾーラ (FE)
- パポッツェ
- ポルト・トッレ
- ターリオ・ディ・ポー

### 気候分類・地震分類
アリアーノ・ネル・ポレージネにおけるイタリアの気候分類 (it) および度日は、zona E, 2347 GGである。
また、イタリアの地震リスク階級 (it) では、zona 3 (sismicità bassa) に分類される。

## 行政

### 分離集落
アリアーノ・ネル・ポレージネには、以下の分離集落（フラツィオーネ）がある。
- Crociara, Gorino Veneto, Grillara, Monti, Piano, Rivà, San Basilio, Santa Maria in Punta